# 261 TCN
261 TCN là một năm trong lịch La Mã.